# حاجی زین‌العابدین
حاجی زین‌العابدین (به ترکی آذربایجانی: Hacı Zeynalabdin) یکی از شهرهای جمهوری آذربایجان است که از توابع شهر سومقاییت است. جمعیت این شهر در سرشماری سال ۲۰۱۱ میلادی، ۲۱۰۰۰ نفر بود.